# Smila
Smila (ukrainsk: Сміла ukrainsk udtale: [ˈs⁽ʲ⁾milɐ]) er en by beliggende i Dnepr-højlandet nær floden Tjasmyn, i Tjerkasy rajon, Tjerkasy oblast i Ukraine. Den er hjemsted for administrationen af bykommunen Smila hromada, en af Ukraines hromadaer.
Byen har 65.675(2022) indbyggere.

## Galleri
- Kvindegymnasium
- Himmelsfartskirken i Smila
- Jomfru Maria-kirken
- Lokalhistorisk Museum
- Teknisk Institut for Sukkerindustrien i Smila
- Bankbygning
- Shevchenko-distriktet
- Jernbanestation
- Jernbanebro Smila
- Floden Tjasmyn i Smila
- Baptistkirke i Smila